# BBC Sessions (Jimi Hendrix)
BBC Sessions è un album compilation doppio di Jimi Hendrix pubblicato postumo il 2 giugno 1998 dalla MCA Records.

## Il disco
Il disco contiene tutte le registrazioni dei brani che i Jimi Hendrix Experience eseguirono durante le varie apparizioni a programmi radiofonici della BBC, come il Saturday Club e il Top Gear, registrati nel 1967. Inoltre l'album comprende anche le uniche due registrazioni ancora esistenti riguardanti apparizioni alla Tv britannica di Hendrix e compagni: Late Night Line Up (solo Manic Depression) e l'intera esibizione al Lulu Show del 1969.
Molte delle tracce presenti in BBC Sessions erano state già pubblicate nel precedente disco Radio One del 1989 prodotto sotto la supervisione del produttore Alan Douglas, altre invece sono totalmente inedite su pubblicazioni ufficiali come l'unica registrazione in studio di cui si conosca l'esistenza della cover di Bob Dylan Can You Please Crawl Out Your Window?, e I Was Made to Love Her con la partecipazione di un giovanissimo Stevie Wonder alla batteria.

## Tracce
Tutti i brani sono opera di Jimi Hendrix, eccetto dove indicato.
Disc 1
1. Foxy lady - 2:59
2. Alexis Korner Introduction - 0:27
3. Can You Please Crawl Out Your Window? (Bob Dylan) - 3:31
4. Rhythm and Blues World Service - 0:12
5. (I'm Your) Hoochie Coochie Man (Willie Dixon) - 5:31
6. Traveling With The Experience - 0:22
7. Driving South (Curtis Knight) - 5:30
8. Fire - 2:43
9. Little Miss Lover - 2:57
10. Introducing The Experience - 0:51
11. Burning of the Midnight Lamp - 3:43
12. Catfish Blues (Robert Petway) - 5:28
13. Stone Free - 3:25
14. Love or Confusion - 2:54
15. Hey Joe (Billy Roberts) - 4:01
16. Hound Dog (Jerry Leiber e Mike Stoller) - 2:42
17. Driving South (Curtis Knight) - 4:49
18. Hear My Train A Comin' - 5:00

Disc 2
1. Purple Haze - 3:17
2. Killing Floor (Chester Arthur Burnett) - 2:29
3. Radio One - 1:34
4. Wait Until Tomorrow - 2:57
5. Day Tripper (John Lennon e Paul McCartney) - 3:24
6. Spanish Castle Magic - 3:07
7. Jammin' - 3:20
8. I Was Made to Love Her (Stevie Wonder, Lula Mae Hardaway, Henry Cosby, Sylvia Moy) - 3:04
9. Foxy Lady - 2:43
10. A Brand New Sound - 0:54
11. Hey Joe (alternate take) (Billy Roberts) - 2:57
12. Manic Depression - 3:10
13. Driving South (alternate take) (Curtis Knight) - 3:21
14. Hear My Train A Comin' (alternate take) - 5:02
15. A Happening for Lulu - 0:19
16. Voodoo Child (Slight Return) - 4:08
17. Lulu Introduction - 0:22
18. Hey Joe (Billy Roberts) - 2:43
19. Sunshine of Your Love (Pete Brown, Jack Bruce, Eric Clapton) - 1:17

## Dettagli di registrazione
- Tracce 1, 13-15 e 27-29 registrate il 13 febbraio 1967.
- Tracce 8, 19 e 20 registrate il 28 marzo 1967.
- Traccia 30 registrata il 17 aprile 1967.
- Tracce 9-12, 16-17, 25-26 e 31 registrate il 6 ottobre 1967
- Tracce 2-7 registrate il 17 ottobre 1967.
- Tracce 18, 21-24 e 32 registrate il 15 gennaio 1967.
- Tracce 33-37 registrate il 4 gennaio 1969.

## Crediti
- Jimi Hendrix- voce, chitarra elettrica
- Mitch Mitchell- batteria, eccetto tracce 25 & 26
- Noel Redding- basso
- Stevie Wonder- batteria sulle tracce 25 & 26
- Alexis Korner- Slide guitar sulla traccia 5
- Paul McCartney- coro sulla traccia 23[senza fonte]

## Fonte
- Jimi Hendrix BBC Sessions CD, su cduniverse.com.